# Karate na Letnich Igrzyskach Olimpijskich 2020 – kumite powyżej 61 kg kobiet
Kumite - waga powyżej 61 kg kobiet było jedną z konkurencji rozgrywanych w ramach karate podczas Letnich Igrzysk Olimpijskich 2020. Zawody zostały rozegrane w hali Nippon Budōkan. Było to jedna z konkurencji debiutujących podczas igrzysk w Tokio.

## Terminarz
Wszystkie godziny są podane w czasie tokijskim (UTC+09:00),
| Data            | Godzina |                         |
| --------------- | ------- | ----------------------- |
| 7 sierpnia 2021 | 14:00   | Runda eliminacyjna      |
| 7 sierpnia 2021 | 19:20   | Półfinały               |
| 7 sierpnia 2021 | 19:55   | Pojedynek o złoty medal |

## Format
Zawodniczki zostały podzielone na dwie grupy. W poszczególnych grupach rywalizowano system każdy z każdym. Dwie najlepsze zawodniczki z każdej grupy awansowały do półfinałów. Zwyciężczynie półfinałów walczyły o złoty medal, przegrane otrzymywały brązowe medale.

## Wyniki

### Eliminacje
Grupa A
| Zawodniczka      | Kraj        | Walki | Wygrane | Remis | Przegrane | Punkty | Uwagi |
| ---------------- | ----------- | ----- | ------- | ----- | --------- | ------ | ----- |
| Irina Zaretska   | Azerbejdżan | 4     | 3       | 0     | 1         | 6      | SF    |
| Sofya Berultseva | Kazachstan  | 4     | 2       | 1     | 1         | 5      | SF    |
| Silvia Semeraro  | Włochy      | 4     | 2       | 0     | 2         | 4      |       |
| Ayumi Uekusa     | Japonia     | 4     | 2       | 0     | 2         | 4      |       |
| Meltem Hocaoğlu  | Turcja      | 4     | 0       | 1     | 3         | 1      |       |

Grupa B
| Zawodniczka      | Kraj       | Walki | Wygrane | Remis | Przegrane | Punkty | Uwagi |
| ---------------- | ---------- | ----- | ------- | ----- | --------- | ------ | ----- |
| Feryal Abdelaziz | Egipt      | 4     | 2       | 1     | 1         | 5      | SF    |
| Gong Li          | Chiny      | 4     | 2       | 1     | 1         | 5      | SF    |
| Elena Quirici    | Szwajcaria | 4     | 2       | 1     | 1         | 5      |       |
| Hamideh Abbasali | Iran       | 4     | 2       | 0     | 2         | 4      |       |
| Lamya Matoub     | Algieria   | 4     | 0       | 1     | 3         | 1      |       |

### Finały
|  |          |                  |          |                  |   |       |                |       |
|  | Półfinał | Półfinał         | Półfinał |                  |   | Finał | Finał          | Finał |
|  | Półfinał | Półfinał         | Półfinał |                  |   | Finał | Finał          | Finał |
|  |          |                  |          |                  |   |       |                |       |
|  |          |                  |          |                  |   |       |                |       |
|  | A1       | Irina Zaretska   | 7        |                  |   |       |                |       |
|  | A1       | Irina Zaretska   | 7        |                  |   |       |                |       |
|  | B2       | Gong Li          | 2        |                  |   |       |                |       |
|  | B2       | Gong Li          | 2        |                  |   | A1    | Irina Zaretska | 0     |
|  |          |                  |          |                  |   | A1    | Irina Zaretska | 0     |
|  |          |                  | B1       | Feryal Abdelaziz | 2 |       |                |       |
|  | B1       | Feryal Abdelaziz | B1       | Feryal Abdelaziz | 2 | 5     |                |       |
|  | B1       | Feryal Abdelaziz |          |                  |   |       |                |       |
|  | A2       | Sofya Berultseva | 4        |                  |   |       |                |       |
|  | A2       | Sofya Berultseva | 4        |                  |   |       |                |       |
|  |          |                  |          |                  |   |       |                |       |